# A Hot Wheels – Az 5-ös osztag epizódjainak listája
Ez a szócikk a Hot Wheels – Az 5-ös osztag című animációs sorozat epizódjait sorolja fel.
Vert Wheeler vezetésével a leghatalmasabb veszély ellen új generáció küzd. Ez a föld számára, valaha is ismert. A földet megtámadják gonosz fajok, amelyek idegen harcosokból, azon belül két csapatból állnak. Ezek a harcosok a vandálok, akik vadállat-szerűen barbár lények. A sark, egy baljós gépek csoportja, amelyek robotvezérlésűek. A dimenziók közötti zónák, a legnagyobb alkotásuk, amelyet régen hátrahagyott egy elveszett, fejlett és titokzatos kultúra. Az összes zónához egy kulcs tartozik, amelyet meg kell szerezni ahhoz, hogy utat tudjanak nyitni a földre. Az ötös osztag szuper jó járművekkel küzd, amelyeket felfegyvereztek. Megküzdenek a vandálokkal, a sark gépeivel együtt. A kulcsot meg kell találniuk, hogy biztosítsanak minden egyes zónát és elzárják a betolakodóktól. A föld pedig így védve lesz a gonosz uralmától.
Azért álltak össze, hogy megvédjék az univerzumot a rossz emberektől.

## Évados áttekintés
| Évad | Évad | Részek száma | Részek száma | Eredeti sugárzás     | Eredeti sugárzás | Eredeti adó     | Magyar sugárzás | Magyar sugárzás | Magyar adó |
| Évad | Évad | Részek száma | Részek száma | Évadbemutató         | Évadzáró         | Eredeti adó     | Évadbemutató    | Évadzáró        | Magyar adó |
| ---- | ---- | ------------ | ------------ | -------------------- | ---------------- | --------------- | --------------- | --------------- | ---------- |
|      | 1.   | 26           | 26           | 2009. augusztus 22.  | 2010. május 14.  | Cartoon Network | n. a.           | n. a.           | Megamax    |
|      | 2.   | 26           | 26           | 2010. szeptember 16. | 2011. július 10. | Cartoon Network | n. a.           | n. a.           | Megamax    |

## Epizódok

### 1. évad (2009-2010)
| Sor. | Év. | Cím                                             | Rendező | Író | Premier | Gyártási szám |
| ---- | --- | ----------------------------------------------- | ------- | --- | ------- | ------------- |
| 1.   | 1.  | Startvonal (Starting Line)                      |         |     |         | 101           |
| 2.   | 2.  | Gyors siklás (Gearing Up)                       |         |     |         | 102           |
| 3.   | 3.  | Közönséges hiper tábor (Common Cold War)        |         |     |         | 103           |
| 4.   | 4.  | Alapkiképzés (Basic Training)                   |         |     |         | 104           |
| 5.   | 5.  | Tükrözetlen (Missing in Action)                 |         |     |         | 105           |
| 6.   | 6.  | Roncshajsza (Junkyard Dogged)                   |         |     |         | 106           |
| 7.   | 7.  | Ellenséges felületen (Behind Enemy Lines)       |         |     |         | 107           |
| 8.   | 8.  | Az emberem, zug (My Man, Zug)                   |         |     |         | 108           |
| 9.   | 9.  | Szövetség (Frenemy)                             |         |     |         | 109           |
| 10.  | 10. | Ellenszer (Man Down)                            |         |     |         | 110           |
| 11.  | 11. | Mesterséges értelem (Artificial Intelligence)   |         |     |         | 111           |
| 12.  | 12. | Duplázva (Double Down)                          |         |     |         | 112           |
| 13.  | 13. | A kiválasztott (The Chosen One)                 |         |     |         | 113           |
| 14.  | 14. | Viharzáró! (StormShocker!)                      |         |     |         | 114           |
| 15.  | 15. | Kelepcében (Cage Match)                         |         |     |         | 115           |
| 16.  | 16. | Hibakihasználás (Glitchin)                      |         |     |         | 116           |
| 17.  | 17. | Jégvilág (Cold As Ice)                          |         |     |         | 117           |
| 18.  | 18. | Antimágnes (Mag Wheels)                         |         |     |         | 118           |
| 19.  | 19. | Voltidő (Time Out)                              |         |     |         | 119           |
| 20.  | 20. | Az ereklyék támadása (Artifact Attack)          |         |     |         | 120           |
| 21.  | 21. | Rajzás (Swarmed)                                |         |     |         | 121           |
| 22.  | 22. | Gladiátorok (Gladiators)                        |         |     |         | 122           |
| 23.  | 23. | Lelassulva (Spinning Out)                       |         |     |         | 123           |
| 24.  | 24. | Mobi 3.0. (Mobi 3.0.)                           |         |     |         | 124           |
| 25.  | 25. | Az ördögtengelye 1. rész (Axis of Evil, part 1) |         |     |         | 125           |
| 26.  | 26. | Az ördögtengelye 2. rész (Axis of Evil, part 2) |         |     |         | 126           |

### 2. évad (2010-2011)
| Sor. | Év. | Cím                                                                             | Rendező | Író | Premier | Gyártási szám |
| ---- | --- | ------------------------------------------------------------------------------- | ------- | --- | ------- | ------------- |
| 27.  | 1.  | A vörös szentientek felemelkedése 1. rész (Ascent of the Red Sentients, part 1) |         |     |         | 201           |
| 28.  | 2.  | A vörös szentientek felemelkedése 2. rész (Ascent of the Red Sentients, part 2) |         |     |         | 202           |
| 29.  | 3.  | Az 5-ös csatahajó (Battleship 5)                                                |         |     |         | 203           |
| 30.  | 4.  | Lázadás (Uprising)                                                              |         |     |         | 204           |
| 31.  | 5.  | Az ellenállás ereje (The Power of Resistance)                                   |         |     |         | 205           |
| 32.  | 6.  | A bíborhős (The Crimson One)                                                    |         |     |         | 206           |
| 33.  | 7.  | Szellemvadászat (Spawn Hunters)                                                 |         |     |         | 207           |
| 34.  | 8.  | Megtalálva majd elveszítve (Found!...And Lost)                                  |         |     |         | 208           |
| 35.  | 9.  | Fagyasztó (Deep Freeze)                                                         |         |     |         | 209           |
| 36.  | 10. | A kharamanok ura (Lord of the Kharamanos)                                       |         |     |         | 210           |
| 37.  | 11. | Fúziós fejetlenség (Fusion Confusion)                                           |         |     |         | 211           |
| 38.  | 12. | A sárkány szája (Mouth of the Dragon)                                           |         |     |         | 212           |
| 39.  | 13. | Teljes gázzal (Full Throttle)                                                   |         |     |         | 213           |
| 40.  | 14. | A kőszívű harcos (Stone Cold Warrior)                                           |         |     |         | 214           |
| 41.  | 15. | Az árnyzóna (The Shadow Zone)                                                   |         |     |         | 215           |
| 42.  | 16. | Magmatrox vadászat (Hunt for the Magmatrox)                                     |         |     |         | 216           |
| 43.  | 17. | Szól a túlélő (Sol Survivor)                                                    |         |     |         | 217           |
| 44.  | 18. | A kék hullám (The Blue Tide)                                                    |         |     |         | 218           |
| 45.  | 19. | Hagyaték (Legacy)                                                               |         |     |         | 219           |
| 46.  | 20. | Árnyfutók (Shadow Runners)                                                      |         |     |         | 220           |
| 47.  | 21. | Csapás a múltból (Blast from the Past)                                          |         |     |         | 221           |
| 48.  | 22. | Grimian titka (Grimian's Secret)                                                |         |     |         | 222           |
| 49.  | 23. | Britus jó oldala (Better Off Red)                                               |         |     |         | 223           |
| 50.  | 24. | Hajsza a Zemerik burán (Get Zemerik)                                            |         |     |         | 224           |
| 51.  | 25. | Rumble a dzsungelben (Rumble in the Jungle)                                     |         |     |         | 225           |
| 52.  | 26. | Egyesülj és csapj le! (Unite and Strike!)                                       |         |     |         | 226           |

### 3. évad (2012)
| Sor. | Év. | Cím                      | Rendező         | Író                                                                 | Premier                 | Gyártási szám |
| ---- | --- | ------------------------ | --------------- | ------------------------------------------------------------------- | ----------------------- | ------------- |
| 53.  | 1.  | Full Revolution, part 1  | Michael Dowding | Történet: Audu Paden ,Ira Singerman Írta: Sean Jara , Andrew Duncan | 2012. november 21. n.a. | 301           |
| 54.  | 2.  | Full Revolution, part 2  | Michael Dowding | Történet: Audu Paden ,Ira Singerman Írta: Sean Jara , Andrew Duncan | 2012. november 21. n.a. | 302           |
| 55.  | 3.  | Ancient Darkness, part 1 |                 |                                                                     | 201?.? ?. n.a.          | 303           |
| 56.  | 4.  | Ancient Darkness, part 2 |                 |                                                                     | 201?.? ?. n.a.          | 304           |
| 57.  | 5.  | Cold Alliance            | Andrew Duncan   |                                                                     | 201?.? ?. n.a.          | 305           |
| 58.  | 6.  | Evolution                | Andrew Duncan   |                                                                     | 201?.? ?. n.a.          | 306           |
| 59.  | 7.  | The Architect            | Andrew Duncan   |                                                                     | 201?.? ?. n.a.          | 307           |
| 60.  | 8.  | Dino-Disaster            |                 |                                                                     | 201?.? ?. n.a.          | 308           |